# Мештерхази, Аттила
Аттила Мештерхази (венг. Mesterházy Attila; род. 30 января 1974, Печ) — венгерский политик, кандидат Венгерской социалистической партии на должность премьер-министра на парламентских выборах 2010 года. С 10 июля 2010 по 29 мая 2014 года — лидер Венгерской социалистической партии.
Окончил Университет Корвина в Будапеште, где изучал экономику и международные отношения. Работал в правительствах Петера Медьеши и Ференца Дьюрчаня госсекретарём в министерстве по делам детей, молодёжи и спорта. В 2009 году стал одним из вице-президентов партии. В декабре 2009 года был избран партийным кандидатом на должность премьер-министра на парламентских выборах 2010 года. Главными пунктами предвыборной программы, озвученной Мештерхази, стали снижение налогов, развитие автотранспортной инфраструктуры и интеграция цыган.
С 16 декабря 2019 по 23 ноября 2020 года временно исполнял обязанности председателя Парламентской ассамблеи НАТО после отставки Мадлен Мун.

## Семья
Женат, есть двое детей. Владеет английским и испанским языками.